# Ozama
Ozama (izvirno špansko Rio Ozama) je reka v Dominikanski republiki. Izvira pri kraju Loma Siete Cabezas v gorovju Sierra de Yamasá pri mestu Villa Altagracia. 
Reka je dolga 148 km, izliva pa se v Karibsko morje. Pri svojem ustju razdeli mesto Santo Domingo, prestolnico države, na vzhodno in zahodno polovico. Njeni glavni pritoki so La Isabela, Savita in Yabacao. 
Domačini trdijo, da je Krištof Kolumb, ko je prvič pristal v Santo Domingu, svoje ladjevje dal privezati prav na reki Ozami. 